# Czarnakowizna
Czarnakowizna – wieś w Polsce położona w województwie podlaskim, w powiecie suwalskim, w gminie Suwałki.
Wieś królewska ekonomii grodzieńskiej położona była w końcu XVIII wieku  w powiecie grodzieńskim województwa trockiego. W latach 1975–1998 miejscowość administracyjnie należała do województwa suwalskiego.
Wieś rozciąga się wzdłuż północno-wschodniego brzegu Jeziora Okmin.